# Malbolge
A Malbolge egy ún. ezoterikus programozási nyelv. Ben Olmstead alkotta meg 1998-ban; nevét Dante Poklának nyolcadik köre (Malebolge) után kapta. Olmstead szándéka az volt, hogy az addigi két egyeduralkodó „érthetetlen” nyelvet (INTERCAL, Brainfuck) letaszítsa trónjáról, ugyanis azokat túl könnyen tanulhatónak találta. A Malbolgét úgy tervezték, hogy kivételesen bonyolult és érthetetlen legyen.

## Története
Az első programot (amely a Hello World! volt) a nyelv elkészülése után két évvel genetikus algoritmussal generálták. Ugyanebben az évben Anthony Youhas a weboldalán önmagát a Malbolge mesterének nevezte, és három programot tett közzé, amelyek egyszerű mondatokat írnak a képernyőre (Youhas soha nem publikálta, hogyan sikerült megírnia a programokat). A nyelv a korlátozott memória miatt nem Turing-teljes, de történtek próbálkozások a Turing-teljessé tétel érdekében.

## Hello World!
Az „Helló, világ!” program program kódja:

```
(=<`$9]7<5YXz7wT.3,+O/o'K%$H"'~D|#z@b=`{^Lx8%$Xmrkpohm-kNi;
gsedcba`_^]\[ZYXWVUTSRQPONMLKJIHGFEDCBA@?>=<;:9876543s+O<oLm

```

## Futási környezete

### Memória
A Malbolge egy egyszerű ternáris processzoron fut, amelyet egy virtuális gép, a Malbolge-interpreter reprezentál. A program kódja és adatai egyazon memóriaszegmensben helyezkednek el. A virtuális gépnek 59 049 (310) memóriacellája van, mindegyik cellában egy tízjegyű ternáris szám tárolható, így az egy rekeszben tárolható szám maximum 59 048 (minden szám előjel nélküli).

### Regiszterek
Három regiszter van: a, c, d, amelyek megfelelnek a más programozási nyelvekben lévő változóknak. Alaphelyzetben mindhárom értéke nulla. A c regiszter helyzete speciális, a következő utasításra mutat. A d regiszterben egy memóriacímet tárolhatunk el, ekkor [d] a címen lévő értéket adja vissza (a [c] szintén).

### A programok futtatása
Az interpreter karakterenként olvassa be a forrásfájlt. Az egyes karakterek ASCII-értékéből levon 33-at, hozzáadja a c által mutatott indexet, és maradékosan elosztja 94-gyel.
Az így kapott értéket indexként használva kiválaszt egy karaktert az alábbi táblázatból:
```
+b(29e*j1VMEKLyC})8&m#~W>qxdRp0wkrUo[D7,XTcA"lI.v%{gJh4G\-=O@5`_3i<?Z';FNQuY]szf$!BS/|t:Pn6^Ha

```

Ha a mutatott érték nem utasítás, akkor a program futása hibával megszakad, egyébként eltárolódik a memóriába. A whitespace karaktereket az interpreter nem veszi figyelembe. Minden egyes memóriacellába egy ASCII-karakter kerül. A felhasználatlan memória az ún. Crazy operation segítségével kap értéket, az előző két memóriacímen tárolt értékből képezve:
[mem_act] = crzop([mem_act−1], [mem_act−2])
| crzop       | crzop | [mem_act-2] | [mem_act-2] | [mem_act-2] |
| crzop       | crzop | 0           | 1           | 2           |
| ----------- | ----- | ----------- | ----------- | ----------- |
| [mem_act-1] | 0     | 1           | 0           | 0           |
| [mem_act-1] | 1     | 1           | 0           | 2           |
| [mem_act-1] | 2     | 2           | 2           | 1           |

Legyen például a két előző érték 0120011201 és 0011120120, ekkor az eredmény: 1120021201.

## Utasítások
Az interpreter először ellenőrzi, hogy a soron következő memóriacímen grafikus ASCII-karakter (33–126) van-e. Ha igen, kivon belőle 33-at, hozzáadja c -t, és maradékosan elosztja 94-gyel. Az eredményt indexként használva kiválasztja a megfelelő értéket a fenti táblázatból. Ezután ismét megvizsgálja, hogy utasítás-e, ha nem, akkor üres utasításként értelmezi, egyébként végrehajtja a megfelelő parancsot:
| j | d értéke az általa mutatott érték lesz                                                       |
| i | c értéke a d által mutatott érték lesz                                                       |
| * | a és a d által mutatott memóriahely értéke a d által mutatott érték lesz jobbra forgatva     |
| p | a és a d által mutatott memóriahely értéke a kettőn elvégzett Crazy operation eredménye lesz |
| < | Az a -ban tárolt értéket 256-tal maradékosan elosztva kiírja a standard outputra             |
| / | Beolvas egy karaktert a standard outputról, és eltárolja a-ban                               |
| v | Megállítja a program futását                                                                 |
| o | Üres utasítás                                                                                |

Miután végrehajtotta az utasítást, a c által mutatott értékből kivon 33-at, az eredményt indexként használva kiválasztja a megfelelő elemet az alábbi táblázatból, és eltárolja a c memóriacímén.
```
5z]&gqtyfr$(we4{WP)H-Zn,[%\\3dL+Q;>U!pJS72FhOA1C
B6v^=I_0/8|jsb9m<.TVac`uY*MK'X~xDl}REokN:#?G\"i@

```

Ha volt érvényes utasítás, ha nem, az interpreter megnöveli c és d értékét eggyel (ha valamelyik értéke 59 048, akkor nulla lesz).

## Példaprogram
Az alábbi program kiírja a standard outputra a standard inputot:
```
(aBA@?>=<;:9876543210/.-,JH)('&%$#"!~}|{zy\J6utsrq
ponmlkjihgJ%dcba`_^]\[ZYXWVUTSRQPONMLKJIHGF('C%$$^
K~<;4987654321a/.-,\*)
j
!~%|{zya}|{zyxwvutsrqSonmlO
jLhg`edcba`_^]\[ZYXWV8TSRQ4
ONM/KJIBGFE>CBA@?>=<;{9876w
43210/.-m+*)('&%$#"!~}|{zy\
wvunslqponmlkjihgfedcEa`_^A
\>ZYXWPUTSRQPONMLKJIH*FEDC&
A@?>=<;:9876543210/.-m+*)(i
&%$#"!~}|{zyxwvutsrqpRnmlkN
ihgfedcba`_^]\[ZYXWVU7SRQP3
NMLKJIHGFEDCBA@?>=<;:z8765v
3210/.-,+*)('&%$#"!~}_{zyx[
vutsrqjonmlejihgfedcba`_^]@
[ZYXWVUTSRo

```

## Megjegyzés
A programnyelv jelenleg használt specifikációja eltér az eredetitől.